# Dry County

Karte der Dry counties in den Vereinigten Staaten
Dry counties
Countys, die teilweise „dry“ sind
Wet counties
Keine Daten

Der Ausdruck Dry County (auf Deutsch so viel wie „trockener Landkreis“) bedeutet in den Vereinigten Staaten, dass in dem jeweiligen County (vergleichbar etwa mit dem deutschen Landkreis, dem österreichischen oder dem Schweizer Bezirk) der Verkauf, Ausschank oder Transport von Alkohol stark eingeschränkt oder verboten ist. Freie Städte innerhalb dieser Countys sind von dieser Verordnung nicht betroffen, können sie aber übernehmen oder eigene Regelungen schaffen. In diesem Fall spricht man dann von Dry City oder Dry Town. Die meisten Dry Counties befinden sich im Süden und Mittleren Westen der Vereinigten Staaten, besonders in Arkansas.
Seit im 21. Zusatzartikel zur Verfassung der Vereinigten Staaten die Prohibition aufgehoben wurde, ist die Regelung bezüglich Alkohol eher eine einzelstaatliche als eine bundesweite Angelegenheit.

## Unterschiede
Die Einschränkungen des Alkoholverbotes sind nicht einheitlich geregelt. So sind in Alabama 26 von 67 Countys Dry Counties. In 16 Städten innerhalb dieser Countys ist der Verkauf von Alkohol innerhalb der Stadtgrenzen jedoch gestattet. Privatpersonen dürfen bis zu einer Kiste Bier und drei Flaschen Alkohol transportieren.
In Texas sind von 254 Countys 44 Dry Counties und 169 „Semi dry“-Counties (also „teilweise trocken“). In manchen dieser 169 Countys ist der Verkauf von Bier bis 4 % Alkohol erlaubt, in anderen dürfen Getränke mit bis zu 14 % Alkohol (d. h. keine Spirituosen) verkauft werden. In den meisten Countys hingegen ist zumindest in privaten Clubs der Alkoholausschank erlaubt.
In Kentucky gibt es 120 Countys. Hiervon sind 90 Dry Counties, von denen 36 Einschränkungen haben. So dürfen beispielsweise Restaurants Alkohol zum Essen ausschenken, solange der Preis für die konsumierten Alkoholika unter 70 % des Preises für die konsumierten Speisen bleibt. In manchen Countys dürfen Weingüter mit einer sogenannten Small farm winery license kleine Verkaufsstellen einrichten, von denen einige auch Bier verkaufen dürfen.
Auch der Transport von alkoholischen Getränken ist nicht einheitlich geregelt. So darf in manchen Countys gewerblich Alkohol durch das County transportiert werden, in anderen nur in verschlossenen Gefäßen oder überhaupt nicht.
In der Stadt Lynchburg in Tennessee wird zwar die Whiskey-Marke Jack Daniel’s produziert, trotzdem ist die Stadt selbst eine Dry Town. Am Hauptsitz des Unternehmens, an dem Touristenführungen stattfinden, darf aufgrund einer eigens vom Senat erteilten Erlaubnis Whiskey verkauft werden.
Weitere Dry Counties gibt es in Arkansas, Florida, Kansas, Mississippi, South Dakota und Virginia.